# Jaltomata ventricosa
Jaltomata ventricosa är en potatisväxtart som först beskrevs av John Gilbert Baker, och fick sitt nu gällande namn av T. Mione. Jaltomata ventricosa ingår i släktet jaltomator, och familjen potatisväxter. Inga underarter finns listade i Catalogue of Life.

## Bildgalleri

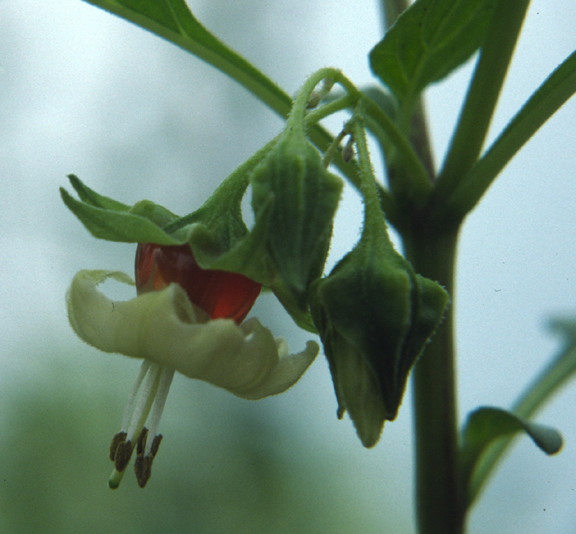